# Bayas (Ecuador)
Bayas es una parroquia urbana del cantón Azogues, en la provincia de Cañar en Ecuador.
Antiguamente se llamó Chuquimaillana, y posteriormente Opar. Fue renombrada en homenaje al ministro Aurelio Bayas.